# .cc
.cc ist die länderspezifische Top-Level-Domain (ccTLD) der politisch zu Australien gehörenden Kokosinseln. Sie existiert seit dem 13. Oktober 1997 und wird von eNIC verwaltet, einem Subunternehmen von VeriSign, das unter anderem die bekannte Domain .com verwaltet.

## Eigenschaften
Eine .cc-Domain darf insgesamt zwischen einem und 63 Zeichen lang sein. Im Gegensatz zu den meisten weltweiten TLD-Domains sind .cc-Domains auch unter der Verwendung von Umlauten möglich. Die Unterstützung für Sonderzeichen wurde am 14. Dezember 2004 eingeführt. Die Registrierung einer .cc-Domain dauert in der Regel weniger als 24 Stunden und steht jeder natürlichen oder juristischen Person offen. Ein Wohnsitz auf den Kokosinseln ist nicht notwendig, auch nicht für den administrativen Ansprechpartner (Admin-C).

## Verwendung
Die Domain wird gezielt als zweites .com vermarktet, ferner wird mit den verschiedenen Bedeutungen des Kürzels CC geworben: Gern verwendet wird die Domain als Abkürzung christlicher beziehungsweise katholischer Kirchen (Christian Church, Catholic Church), von Radsportvereinen (cycling clubs) sowie der gemeinnützigen Organisation Creative Commons, die sich für den freien Austausch von Inhalten im Internet starkmacht. Auch unter Nordzyprioten, die keine eigene ccTLD besitzen (die nächstliegende .kk – für türkisch Kuzey Kıbrıs – existiert nicht, .nc – für englisch Northern Cyprus – ist nur Einwohnern Neukaledoniens zugänglich) und deshalb die offizielle Zweitleveldomain .nc.tr unter der türkischen TLD .tr nutzen, ist die .cc-Domain beliebt. (Der griechische Teil Zyperns hat die ccTLD .cy.)
Die Anzahl der Adressen unter .cc übersteigt die Einwohnerzahl der Kokosinseln bei weitem. Ein weiteres bekanntes Beispiel ist die südkoreanische Firma, welche die Domain co.cc besitzt und die Subdomains weitervermietet, da diese Ähnlichkeit mit der second-level Domain .co.uk besitzt. Am 7. Juli 2011 wurde diese aus dem Google-Index entfernt, um Spam und Phishing zu verhindern.

## Sonstiges
Im Gegensatz zu anderen Top-Level-Domains bietet die Vergabestelle ein Werkzeug an, das eine Bewertung von .cc-Domains zulässt. Anhand automatisch verarbeiteter statistischer Kriterien soll Interessenten so ermöglicht werden, vor der Registrierung eine Einschätzung der Domain vorzunehmen. Der sogenannte Verisign Domain Score unterstützt sowohl Englisch als auch Deutsch, Portugiesisch und Spanisch.